# Vielmies
Vielmies är en sjö i Arvidsjaurs kommun i Lappland och ingår i Åbyälvens huvudavrinningsområde. Sjön har en area på 0,108 kvadratkilometer och ligger 398,1 meter över havet. Vielmies ligger i Åbyälven Natura 2000-område. Sjön avvattnas av vattendraget Kvarnbäcken.

## Delavrinningsområde
Vielmies ingår i det delavrinningsområde (728023-169765) som SMHI kallar för Ovan Hästbäcken. Medelhöjden är 425 meter över havet och ytan är 6,83 kvadratkilometer. Det finns ett avrinningsområde uppströms, och räknas det in blir den ackumulerade arean 16,9 kvadratkilometer. Kvarnbäcken som avvattnar avrinningsområdet har biflödesordning 2, vilket innebär att vattnet flödar genom totalt 2 vattendrag innan det når havet efter 111 kilometer. Avrinningsområdet består mestadels av skog (57 procent) och sankmarker (38 procent). Avrinningsområdet har 0,11 kvadratkilometer vattenytor vilket ger det en sjöprocent på 1,6 procent.